# 関屋延之助

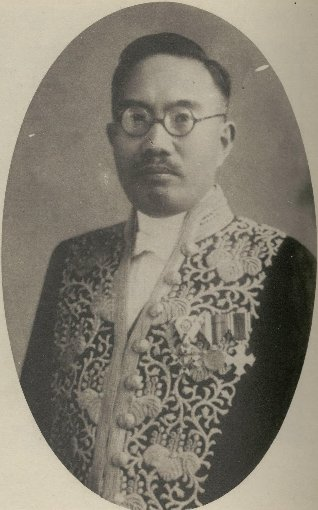
関屋延之助

関屋 延之助（せきや えんのすけ / のぶのすけ、1888年（明治21年）6月22日 - 1975年（昭和50年）7月21日）は、日本の内務官僚。官選県知事、弁護士。

## 経歴
石川県鹿島郡崎山村三室（現在・七尾市）出身。関屋助右衛門の四男として生まれる。第四高等学校を経て、1914年（大正3年）、東京帝国大学法科大学法律学科（独法）を卒業。1913年（大正2年）11月、文官高等試験行政科試験に合格。大学卒業後、内務省に入り和歌山県地方課に勤務、その後、同県那賀郡長となる。
以後、和歌山県警視、滋賀県理事官、京都府理事官、岐阜県警察部長、北海道庁拓殖部長、1931年（昭和6年）12月に新潟県書記官・内務部長などを歴任。
1932年（昭和7年）6月28日、山梨県知事に就任。1935年（昭和10年）1月、熊本県知事に転任。1936年（昭和11年）4月、新潟県知事に転じ、1938年（昭和13年）6月、兵庫県知事となる。1939年（昭和14年）4月、兵庫県知事を辞し退官した。
その後、日本百貨店組合理事長に就任。戦後、1947年（昭和22年）に弁護士として活動を始めた。墓所は多磨霊園(18-1-30)